# ريتشارد لويس (منافس ألعاب قوى)
ريتشارد لويس (بالإنجليزية: Richard Louis) هو منافس ألعاب قوى باربادوسي، ولد في 6 يناير 1964.

## وصلات خارجية
- ريتشارد لويس على موقع الاتحاد الدولي لألعاب القوى (الإنجليزية)
- ريتشارد لويس على موقع أوليمبيديا (الإنجليزية)
- ريتشارد لويس على موقع اتحاد ألعاب الكومنولث (مؤرشف) (الإنجليزية)